# フィン・ハドソン
フィン・ハドソン（Finn Hudson）はフォックス放送のミュージカル・コメディドラマ『glee/グリー』に登場する架空の人物である。演者はコリー・モンティス。日本語版の吹き替えは小野大輔が担当した。

## 概要
フィン・ハドソンは『glee/グリー』の製作者 ライアン・マーフィー、ブラッド・ファルチャック、イアン･ブレナンによって生み出されたキャラクターである。『glee/グリー』本編には2009年5月19日に放送されたパイロット版（第１話）「新生グリー誕生」から登場している。
シーズン1からシーズン4にかけて、メインキャラクターとして作品を支え続けた。
2013年に、演じているコリー・モンティスの急逝を受け、シーズン5序盤でフィンの死亡も描かれることになった。同シーズン第3話「大好きだったフィンへ」は、全編フィン、さらにはモンティスに捧げるエピソードとなっている。
しかしながらシーズン5撮影開始時は既にモンティスは故人であったため、実質的にフィンが作中に登場するのはシーズン4が最後となる。
フィンが登場する最後のパフォーマンスは、シーズン1の1話でも歌われた「ドント・ストップ・ビリーヴィン」となった。

## 人物像
フィンは、オハイオ州ライマのウィリアム・マッキンリー高校のアメフト部でクォーターバックを務める人気者。
だがある日シャワールームでREOスピードワゴンの「涙のフィーリング（Can't Fight This Feeling）」を上機嫌で歌っていたところを、グリー部顧問のウィル・シュースター（マシュー・モリソン）に見られてしまう。フィンの歌声に惚れ込み、なんとか部に引き入れようと企んだウィルの計略により「負け犬」が集うグリークラブに入部することになったフィンだが、入部後は学校生活が大きく変わっていくこととなる。
当初はチアリーディング部の人気者クイン・ファブレイ（ディアナ・アグロン）と交際していたが、グリークラブに入部後はレイチェル・ベリー（リア・ミシェル）のことが気になっていく。クインの子供の父親が自分と同じくアメフト部に所属している親友のノア・パッカーマン（マーク・サリング）であると知ったことでクインとは破局しレイチェルと交際するようになるが、レイチェルと別れてから再び付き合うまでの間にサンタナ・ロペス（ナヤ・リヴェラ）と関係を持ったことがある。また、レイチェルとの交際後もクインに後ろ髪をひかれていた。

## キャストとキャラクター創作
「新生グリー誕生」に登場した少年時代のフィンは、ジェリー・フィッリプスが演じている。また「代理教師にお任せ」に登場する幼児期のフィンは、ジェイク・ヴァーンによって演じられた。
制作サイドが出演者を選考していた当時、モンティスのバンクーバーのエージェントのエレナ・カーシューナーが、彼がドラムを叩いているビデオを送った。番組クリエーターの (ライアン・マーフィー) はそのビデオに目を止めたものの、演劇の経験がない志願者は演技の他にもダンスと歌がこなせることを証明しなければならなかったため「彼も歌わなければいけない」と指摘。それを受けたモンティスは、自身が歌うREOスピードワゴンの「涙のフィーリング（Can't Fight This Feeling）」を80年代のミュージック・ビデオ版にしたテープを送付した。その後ロサンゼルスでオーディションを受け、歌声が弱いと指摘されたものの、見事フィン役を獲得した。

## 参考
1. ↑  Mullins, Jenna (2010年10月26日). “Glee-Dux: Oh, the Rocky Horror! Find Out What Went Down and What's Coming Up”.   E! Online. E!. 2010年10月27日閲覧。
2. ↑  Gatehouse, Johnathon (2010年11月15日). “In conversation with Glee’s Cory Monteith”. Maclean's (Kenneth Whyte) 2011年7月22日閲覧。
3. 1 2  Martin, Denise (2009年4月26日). “Video: 'Glee' team rewrites the school musical”. ロサンゼルス・タイムズ (トリビューン・カンパニー) 2009年5月19日閲覧。

## 外部サイト
- Finn Hudson　Fox.comのサイト
- フィン・ハドソン - インターネット・ムービー・データベース（英語）